# 암만 증권거래소
암만 증권거래소(아랍어: بورصة عمان)는 요르단의 암만에서 운영되는 증권 거래소다. 암만 증권 거래소는 유로-아시아 증권거래소 연맹의 회원이다.

## 같이 보기
- 요르단의 경제